# 尾身茂
尾身茂（おみ しげる，1949年6月11日—），現任世界衛生組織西太平洋區域總監。
1967年代表AFS高三去紐約留學作交換生一年。1978年在日本自治醫科大學畢業、在東京伊豆群島等偏遠地區行醫。為自治醫科大學預防生態學助手、厚生省保險局醫療課程導監及査室特別醫療指導監査官。
1991年成為自治醫科大學公衆衛生學教授；任世衛西太平洋區域總監。1998年連任區域總監一職。
2003年對SARS有重大的研究及指揮。2003年6月24日3点零8分，世界卫生组织西太区主任尾身茂在北京宣布，解除对北京旅游警告，同时北京也从SARS疫区名单中被删除。
2006年5月，日本政府宣佈推薦尾身茂角逐世界衛生組織總幹事一職，以接替同年5月逝世的李鍾郁。11月6日，世界衛生組織執委會把尾身茂列入總幹事最後候選人(共有五名)名單之中；而他的主要對手包括有大熱門墨西哥的弗倫克及中國香港的陳馮富珍。他一向被视为最热门的候选人陳馮富珍的强力对手，但却在最後以一票之差大熱倒灶。
2021年，尾身茂任日本政府应对新冠疫情专家组组长。
2022年,有傳媒認為新冠疫情专家组组长決定第四劑疫苗只給60歲的老人打，醫療人員或養老照護設施的員工反而都沒打，結果許多醫療人員因為兒童間的傳染而感染等，無法上班，雖然有病床，也無法發揮效果，而且篩檢能力也受限，導致日本第7波疫情出現醫療崩盤現象。